# Collapse
Collapse је босанскохерцеговачка фолк и поп-фолк музичка група која се прославила песмом Bestie. Бенд чине Вахид Османовић (бас гитара), Русмир Тахировић (клавијатуре), Мирза Ибрахимовић (бубњар) и Елмир Хоџић (певач и фронтмен бенда). Њихов менаџер је Махир Османовић гитариста Лапсус бенда, а група углавном сарађује са композитором Банетом Опачићем.

## Дискографија

### Синглови
- Bestie (2020)
- Шехерзадо (2021)
- Свјетла Београда (2022)
- Огласи (2022)
- After party (2022)
- Жена од проблема (2022)
- Фалиш проклето (2023)
- Непрежаљена (2023)
- Моје сунце (2023)
- Дјевојачко вече (2023)[4]
- Дан у недељи (2023)
- Дијагноза (2024)
- Увијек дама (2024)
- Хеј моја будало (2024)
- По тебе лош (2025)
- Старим сам (2025)
- Кап на твом лицу (2025)
- Незвана (2025)